# São Teotónio
São Teotónio est une freguesia portugaise située dans la municipalité d'Odemira. Elle couvre une superficie de 347,25 km2 (29 septembre 2013, après la Réorganisation Administrative Territoriale) et compte 8 694 habitants (2021) soit une densité de 25 habitants/km².
À la suite de la réorganisation administrative de 2012/2013, São Teotónio a intégré la freguesia de Zambujeira do Mar. La frange côtière du territoire de São Teotónio fait partie du Parc naturel du Sud-Ouest Alentejano et Costa Vicentina.

## Histoire
La mention d'une église locale en 1381 est le document le plus ancien de la commune. En 1532, sous le nom de Pé do Serro ou Pé da Serra, le village était répertorié comme une localité comptant 22 familles. Le séjour de l'archevêque d'Évora, Teotónio de Bragança (1530-1602), dans la région en 1580, a probablement contribué de manière significative à la construction de l'église communale et à la création de la paroisse.
Aux termes de la loi no 81/89 du 30 août 1989, une partie du territoire de la paroisse de São Teotónio a été détachée de cette dernière pour former la nouvelle paroisse de Zambujeira do Mar, dont le siège se trouvait dans le village homonyme. À la suite de la réorganisation administrative de 2012/2013, cette nouvelle freguesia de Zambujeira do Mar disparaît le 29 septembre 2013 et son territoire est réintégré dans la freguesia de São Teotónio.
La freguesia de São Teotónio a été marquée au cours des dernières décennies par l'expansion de l'agriculture intensive, en particulier dans la zone du parc naturel de la Costa Vicentina, entraînant déforestation, destruction des écosystèmes, abus et tensions sociales associés à cette activité.
Entre 2015 et 2018, l'Institut pour la conservation de la nature et des forêts a approuvé 118 nouveaux projets agricoles dans la région. Ceux-ci sont visibles surtout à travers la prolifération des serres, équivalentes en 2020 à une superficie estimée à 1 600 hectares qui, selon la résolution 179/2019 du Conseil des ministres, pourrait tripler pour atteindre 4 800 hectares, alors qu'auparavant, seule une expansion jusqu'à 3 600 hectares avait été autorisée,. La résolution autorise également « le placement de conteneurs à l'intérieur des exploitations agricoles pour loger des travailleurs immigrés, originaires surtout d'Asie et recrutés de manière peu transparente par les grandes entreprises multinationales présentes dans la région. Leur nombre est estimé à environ 36 000 personnes, ce qui représente un défi dans une région dimensionnée pour environ 26 000 habitants,. » En 2020, ces immigrés représentaient 40 % de la population de la commune d'Odemira, travaillant et vivant dans des conditions précaires pour des bas salaires. En février 2022, 300 travailleurs immigrés du secteur ont organisé une manifestation contre la précarité de l'emploi.
Une étude de l'impact environnemental de l'agriculture intensive dans le parc naturel n'est obligatoire que pour les terres de plus de 50 hectares mais les entreprises opérant dans la région évitent cette contrainte en divisant leurs propriétés en parcelles légèrement inférieures à 50 hectares, d'autant plus facilement qu'une propriété traversée par un chemin est considéré comme deux parcelles.
Entre fin 2019 et début 2020, l'extension de la zone des serres entre Carvalhal et Zambujeira do Mar a entraîné la destruction de plus d'une centaine d'étangs temporaires méditerranéens, ainsi que des zones humides classées comme habitats prioritaires pour les espèces menacées, zones qui faisaient auparavant l'objet d'un projet de conservation financé par l'Union européenne.
En juin 2021, une pétition organisée par le mouvement Juntos Pelo Sudoeste, et signée par plus de 6 000 personnes, a été soumise au parlement portugais, exigeant la révocation immédiate de la résolution du Conseil des ministres no 179/2019 considérée comme « une réponse aux demandes et aux pressions du 'lobby' de l'agriculture intensive, au lieu d'évaluer et de débattre sérieusement de la situation, d'apporter des solutions aux véritables préoccupations de la population et d'autres secteurs socio-économiques fondamentaux. » Cette démarche n'a pas fait consensus, trois partis politiques (PSD, CDS-PP et PS) s'opposant à l'initiative.

## Démographie
| Population de São Teotónio[réf. nécessaire] | Population de São Teotónio[réf. nécessaire] | Population de São Teotónio[réf. nécessaire] |
| Année                                       | Habitants                                   | ±%                                          |
| ------------------------------------------- | ------------------------------------------- | ------------------------------------------- |
| 1864                                        | 3 327                                       | —                                           |
| 1878                                        | 3 409                                       | +2,5 %                                      |
| 1890                                        | 3 616                                       | +6,1 %                                      |
| 1900                                        | 3 749                                       | +3,7 %                                      |
| 1911                                        | 4 246                                       | +13,3 %                                     |
| 1920                                        | 4 897                                       | +15,3 %                                     |
| 1930                                        | 5 872                                       | +19,9 %                                     |
| 1940                                        | 7 170                                       | +22,1 %                                     |
| 1950                                        | 8 080                                       | +12,7 %                                     |
| 1960                                        | 8 183                                       | +1,3 %                                      |
| 1970                                        | 6 175                                       | −24,5 %                                     |
| 1981                                        | 6 385                                       | +3,4 %                                      |
| 1991                                        | 4 738                                       | −25,8 %                                     |
| 2001                                        | 5 019                                       | +5,9 %                                      |
| 2011                                        | 5 527                                       | +10,1 %                                     |
| 2021                                        | 8 694                                       | +57,3 %                                     |

La Loi no 81/89 du 30 août 1989 avait créé la paroisse de Zambujeira do Mar et s'est ensuite éteinte le 29 septembre 2013.

## Localités
- Baiona ;
- São Miguel ;
- Brejão ;
- Estibeira ;
- Malavado;
- Fataca ;
- Cavaleiro ;
- Quintas ;
- Casa Nova da Cruz ;
- Camachos ;
- Relva Grande.

## Patrimoine
- Chapelle Notre-Dame de la Mer
- Chapelle de São Miguel

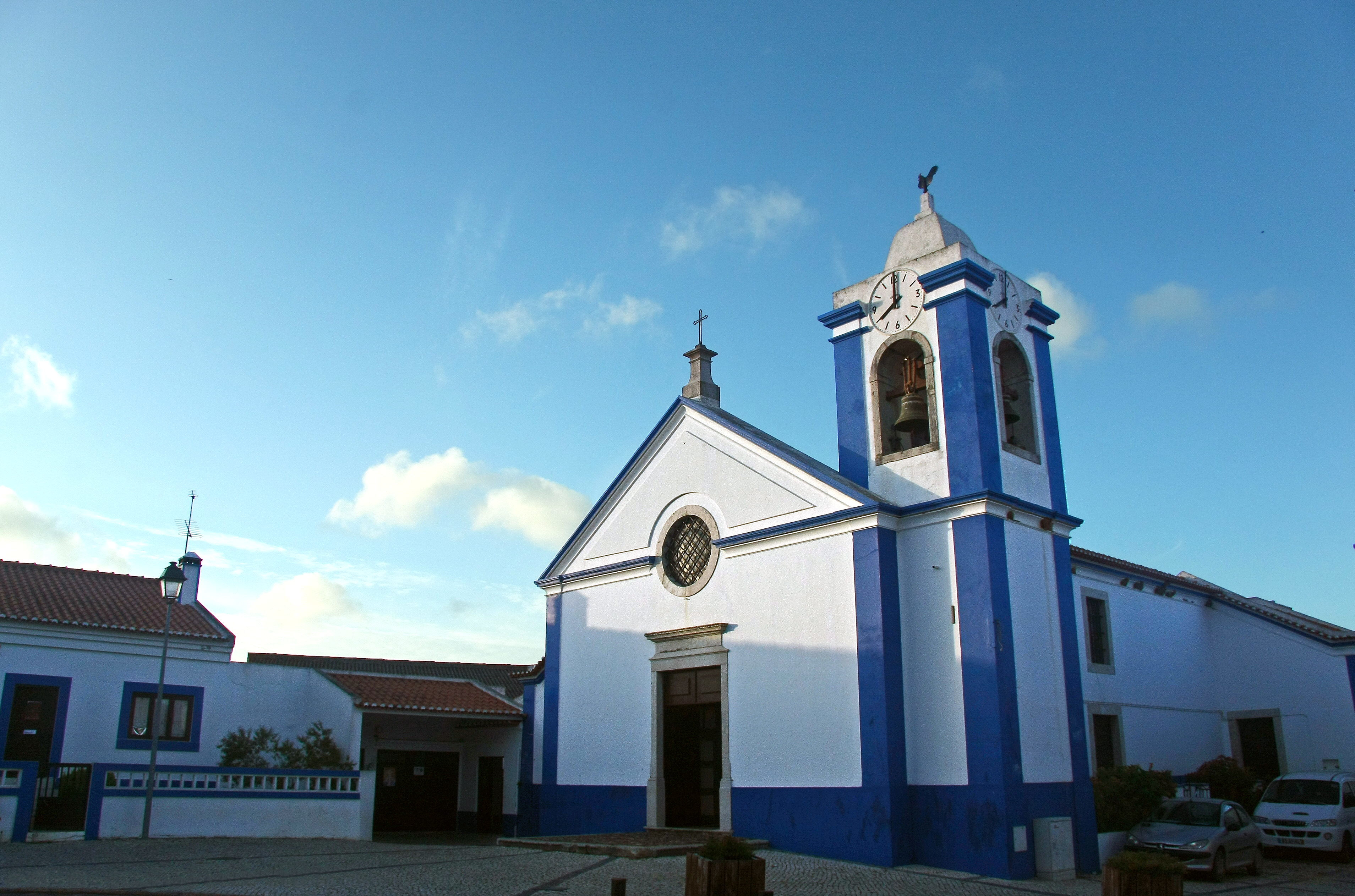
Église Mère de São Teotónio.

- Ermitage de Santa Bárbara (São Teotónio)
- Phare de Cabo Sardao
- Fontaine de Bica dos Besteiros
- Domaine Amália Rodrigues
- Église paroissiale de São Teotónio
- Moulin à eau d'Assenha
- Pont d'Odeceixe